# Vzteklej fotr ve filmu
Vzteklej fotr ve filmu (v anglickém originále Angry Dad: The Movie) je 14. díl 22. řady (celkem 478.) amerického animovaného seriálu Simpsonovi. Scénář napsala Valentina L. Garzaová a díl režíroval Matthew Faughnan. V USA měl premiéru dne 20. února 2011 na stanici Fox Broadcasting Company a v Česku byl poprvé vysílán 11. srpna 2011 na stanici Prima Cool.

## Děj
Poté, co Bart bezohledně poškodí dům, zatímco zbytek rodiny je v mimo domov, je překvapen návštěvou pana Millwooda. Ukáže se, že Millwoodova velmi úspěšná společnost zabývající se designem židlí se zmocnila práv na Bartův internetový seriál Vzteklej fotr, když zkrachovala společnost poskytující služby. Millwood nabídne Bartovi možnost natočit filmovou adaptaci Vzteklýho fotra. Bart nabídku přijme a Millwood ho vezme k animátorům do filmového studia. Homerovi je brzy nabídnuta možnost namluvit Vzteklýho fotra, protože dabér z původního seriálu Vzteklej fotr dabování odmítl z frustrace, že mu nikdy nezaplatili. Film je zkušebně promítán a setkává se s příšerným přijetím. Líza přesvědčí Barta, aby odstranil všechny části, které se divákům nelíbily, a tak se ze Vzteklýho fotra stane krátký film. Film je posléze nominován na Zlatý glóbus za nejlepší krátký animovaný film. 
Na slavnostním předávání Zlatých glóbů Vzteklej fotr vyhraje a Homer naštve Barta tím, že ho odstrčí z cesty a přisvojí si všechny zásluhy, přestože film předtím, než se stal hitem, nebyl profesionální ani ho nepodporoval. Homer si přivlastňuje zásluhy i na mnoha dalších slavnostních ceremoniálech. Vzteklej fotr brzy získá nominaci na Oscara za nejlepší krátký animovaný film. Bart se z frustrace vůči Homerovi za to, že si přivlastnil zásluhy, pokusí odvést Homerovu pozornost tím, že ho s Marge donutí jít na prohlídku atrakcí v Los Angeles, zatímco on a Líza se zúčastní předávání cen. Homera však pozná spřátelený pouliční gang Rollin' 80, který ho na ceremoniál vezme. Homer dorazí včas a vidí, jak Vzteklej fotr vyhrává Oscara. Bart jde převzít Oscara a děkuje Líze za nápad natočit krátký film, animačnímu studiu a Homerovi. Dojatý Homer vystoupí na pódium s Bartem a omluví se mu, že si přivlastnil všechny zásluhy, a oba se dohodnou, že si Oscara rozdělí a každému z animačního týmu dají kousek. Bart se zeptá, jestli Homer dostal od Akademie náhradu, ale Homer se mu svěří, že soška stojí na eBay jen pět dolarů, zatímco Maggie falešnou cenu cucá místo dudlíku.

## Produkce
Vzteklej fotr se poprvé objevil v epizodě Jsem cholerik, ale léčím se 13. řady, kde se jedná o komiks a webový seriál, který Bart vytvořil na základě Homerových neustálých záchvatů vzteku. V této epizodě Bart a Homer natočí krátký film o této postavě, který získá řadu ocenění. Výkonný producent Al Jean uvedl, že jde o „trochu satiru na různá přebírání Oscarů, kdy dva lidé jasně závodí, kdo se na pódium dostane první, a Homer s Bartem bojují o to, aby to byl on, kdo přebírá“. V hlavní roli hostuje držitelka Oscara Halle Berryová. Byla navržena v podobných šatech, jaké měla na sobě na 74. ročníku předávání Oscarů v roce 2002. Ricky Gervais se objevil jako on sám, což bylo jeho druhé hostování v pořadu po dílu 17. řady Homere Simpsone, tohle je tvoje žena. Komik Russell Brand hostoval jako on sám.

## Kulturní odkazy
V této epizodě seriálu Simpsonovi se objevilo několik odkazů na animaci a Hollywood. Pixar je v epizodě zmiňován jako Mixar a v části „1999“ zazní píseň „Bye Bye Bye“ od 'N Sync. Krátký film Condiments slouží jako parodie na film Toy Story od Pixaru a píseň „You've Got an Enemy“ (zpívaná Castellanetou imitujícím Randyho Newmana) odkazuje na „You've Got a Friend in Me“. Willis a Crumble paroduje Wallace a Gromita a používá stejný styl animace. Nick Park, tvůrce Wallace a Gromita, má hlasové cameo v roli sebe sama. Několik dalších krátkých částí dílu dále paroduje jiné filmy, včetně některých francouzských animovaných filmů pro dospělé Trio z Belleville a Persepolis. Epizoda také odkazuje na kontroverzní moderátorský kousek Rickyho Gervaise na 68. ročníku udílení Zlatých glóbů, kde byl na ceduli jeho obrázek spolu s nápisem „Nedovolte tomuto muži moderovat“.

## Přijetí
V původním americkém vysílání díl vidělo asi 6,35 milionu domácností s ratingem 2,8 podle agentury Nielsen a podílem 8 na sledovanosti mezi dospělými ve věku 18 až 49 let. Epizoda zaznamenala mírný nárůst sledovanosti oproti předchozímu dílu Modrá a šedá. Díl byl 25. nejsledovanějším pořadem v týdnu vysílání mezi dospělými ve věku 18–49 let.
Díl získal od kritiků vesměs pozitivní hodnocení, přičemž mnozí z nich chválili vizuální gagy, které se v epizodě objevily. 
Brad Trechak z TV Squad chválil, že epizoda využívá hollywoodských odkazů, a napsal, že „z toho se skládají dobré epizody Simpsonových“. Pochválil také Gervaisův výkon, když jeho dva monology označil za „klasické“.
Rowan Kaiser z The A.V. Clubu pochválil četné odkazy, které se v epizodě objevily, a poznamenal, že zachránily epizodu před „průměrností“. Přesto kritizoval zápletku a poznamenal, že nevychází „ze srdce seriálu“. Nakonec udělil dílu hodnocení B−.
Ken Tucker z časopisu Entertainment Weekly většinou chválil krátké filmy soutěžící se Vzteklým fotrem a označil je za „skutečně zábavné věci“ a dodal, že Condiments jsou „velmi zdařilou replikou Pixaru“. Kriticky se však vyjádřil k hostujícím hvězdám, když poznamenal, že „žádná z nich nebyla příliš vtipná, ale v tom byl právě ten vtip – parodovaly vemlouvavý tón patálií při udělování cen. Brand a Berryová ano, Gervais jako by improvizoval a hodně žertoval, ale možná chtěl být vtipný.“
Aly Semigranová z MTV epizodu pochválila za její parodie na animované filmy a napsala: „Jistě, Toy Story a Wallace a Gromit se možná těší větší oscarové lásce než jejich animovaní bratři, ale Simpsonovi nebyly ničím jiným než brilantním tipem na všechny tyto filmy.“. Server Screen Rant díl označil za nejlepší epizodu 22. řady.
Epizoda byla nominována na cenu Primetime Emmy za vynikající animovaný pořad (za pořad kratší než jedna hodina) na 63. ročníku Primetime Emmy Awards, ale prohrála s dílem Futuramy Lepší později než pozdě.